# Развој рекорда европских првенстава у атлетици у дворани — 60 метара за мушкарце
Рекорди европских првенстава у дворани воде се од 1. Европског првенства у дворани одржаном у Бечу 1970. На два првенства (1972. и 1981) због мањих димензија дворане, уместо трке на 60 метара одржана је трка на 50 метара, 
Актуелни рекордер европских првенства је Двејн Чемберс из Уједињедињеног Краљевста са рекордом од 6,42 секунда постигнутим у Торину на Европском првенству 2009.
Од 3. Европског првенства у дворани 1973 уведено је мерење резултата електронским путам ЕАА за ове дисцилине признаје само резултате мерене електронски и приказаном времену на стотинке секунде.
Ово је преглед рекорда европских првенстава у дворани у трци на 60 метара за мушкарце. Резултати су дати у секундама.
Трка на 60 метара
| Резултат | Име             | Дат. рођ.           | Земља                | Место                         | Датум             | ЕП                | Детаљи |
| -------- | --------------- | ------------------- | -------------------- | ----------------------------- | ----------------- | ----------------- | ------ |
| 6,7      | Валериј Борзов  | 20. август 1949.    | СССР                 | Беч, Аустрија                 | 14. март 1970.    | 1. ЕП 1970. кв.   | [ 1 ]  |
| 6,7      | Валериј Борзов  | 20. август 1949.    | СССР                 | Беч, Аустрија                 | 14. март 1970.    | 1. ЕП 1970. пф.   | [ 2 ]  |
| 6,6      | Валериј Борзов  | 20. август 1949.    | СССР                 | Беч, Аустрија                 | 14. март 1970.    | 1. ЕП 1970. фин.  | [ 3 ]  |
| 6,6      | Валериј Борзов  | 20. август 1949.    | СССР                 | Софија, Бугарска              | 13. март 1971.    | 2. ЕП 1971. фин.  | [ 4 ]  |
| 6,58 СРд | Манфред Кокот   | 3. јануар 1948.     | Источна Немачка      | Гетеборг, Шведска             | 9. март 1974.     | 5. ЕП 1974. пф.   | [ 5 ]  |
| 6,58 СРд | Валериј Борзов  | 20. август 1949.    | СССР                 | Гетеборг, Шведска             | 9. март 1974.     | 5. ЕП 1974 фин.   | [ 6 ]  |
| 6,58 СРд | Валериј Борзов  | 20. август 1949.    | СССР                 | Минхен, Западна Немачка       | 21. фебруар 1976. | 7. ЕП 1976. фин.  | [ 7 ]  |
| 6,57     | Маријан Воронин | 13. август 1979.    | Пољска               | Беч, Аустрија                 | 24. фебруар 1979. | 10. ЕП 1979. фин. | [ 8 ]  |
| 6,55     | Кристијан Хас   | 22. август 1958.    | Западна Немачка      | Зинделфинген, Западна Немачка | 1. март 1980.     | 11. ЕП 1980. пф.  | [ 9 ]  |
| 6,52     | Маријан Воронин | 13. август 1979.    | Пољска               | Лијевен, Француска            | 21. фебруар 1987. | 18. ЕП 1987. пф.  | [ 10 ] |
| 6,51     | Маријан Воронин | 13. август 1979.    | Пољска               | Лијевен, Француска            | 21. фебруар 1987. | 18. ЕП 1987. фин. | [ 11 ] |
| 6,49     | Колин Џексон    | 18. фебруар 1967.   | Уједињено Краљевство | Париз, Француска              | 11. март 1994.    | 23. ЕП 1994. фин  | [ 12 ] |
| 6,49     | Џејсон Гарденер | 18. септембар 1975. | Уједињено Краљевство | Гент, Белгија                 | 27. фебруар 2000. | 26. ЕП 2000. фин. | [ 13 ] |
| 6,49     | Џејсон Гарденер | 18. септембар 1975. | Уједињено Краљевство | Беч, Аустрија                 | 3. март 2002.     | 27. ЕП 2002. фин. | [ 14 ] |
| 6,42     | Двејн Чемберс   | 13. август 1979.    | Уједињено Краљевство | Торино, Италија               | 7. март 2009.     | 30. ЕП 2009. пф.  | [ 15 ] |

Трка на 50 метара
| Резултат | Име                     | Дат. рођ.        | Земља  | Место              | Датум             | ЕП               | Детаљи |
| -------- | ----------------------- | ---------------- | ------ | ------------------ | ----------------- | ---------------- | ------ |
| 5,75 СРд | Василиос Папагергопулос | 27. јун 1947.    | Грчка  | Гренобл, Француска | 11. март 1972.    | 3. ЕП 1972 кв.   | [ 16 ] |
| 5,75 СРд | Валериј Борзов          | 20. август 1949. | СССР   | Гренобл, Француска | 11. март 1972.    | 3. ЕП 1972 фин.  | [ 17 ] |
| 5,70     | Маријан Воронин         | 13. август 1979. | Пољска | Гренобл, Француска | 21. фебруар 1981. | 12. ЕП 1981 кв.  | [ 18 ] |
| 5,67     | Маријан Воронин         | 13. август 1979. | Пољска | Гренобл, Француска | 21. фебруар 1981. | 12. ЕП 1981 пф.  | [ 19 ] |
| 5,65     | Маријан Воронин         | 13. август 1979. | Пољска | Гренобл, Француска | 22. фебруар 1981. | 12. ЕП 1981 фин. | [ 20 ] |

## Ререренце
1. ↑  Резултати квалификација на 60 м ЕП 1970 maik-richter
2. ↑  Резултати полуфиналне трке на 60 м ЕП 1970 maik-richter
3. ↑  Резултати финалне трке на 60 м ЕП 1970 maik-richter
4. ↑  Резултати финалне трке на 60 м ЕП 1971 maik-richter
5. ↑  Резултати полуфиналне трке на 60 м ЕП 1974 maik-richter
6. ↑  Резултати финалне трке на 60 м ЕП 1974 maik-richter
7. ↑  Резултати финалне трке на 60 м ЕП 1976 maik-richter
8. ↑  Резултати финалне трке на 60 м ЕП 1979 maik-richter
9. ↑  Резултати полуфиналне трке на 60 м ЕП 1980 maik-richter
10. ↑  Резултати полуфиналне трке на 60 м ЕП 1987 maik-richter
11. ↑  Резултати финалне трке на 60 м ЕП 1987 maik-richter
12. ↑  Резултати финалне трке на 60 м ЕП 1994 maik-richter
13. ↑  Резултати финалне трке на 60 м ЕП 2000 maik-richter
14. ↑  Резултати финалне трке на 60 м ЕП 2002 maik-richter
15. ↑  Резултати полуфиналне трке на 60 м ЕП 2009 maik-richter
16. ↑  Резултати квалификација на 50 м ЕП 1972 maik-richter
17. ↑  Резултати финалне трке на 50 м ЕП 1972 maik-richter
18. ↑  Резултати квалификација на 50 м ЕП 1981 maik-richter
19. ↑  Резултати полуфиналне трке на 50 м ЕП 1981 maik-richter
20. ↑  Резултати финалне трке на 50 м ЕП 1981 maik-richter